# George Handy
George Handy, właśc. George Joseph Hendleman (ur. 26 lipca 1938 w Nowym Jorku, zm 8 stycznia 1997 w Thompson) – amerykański aranżer, kompozytor i pianista jazzowy.

## Życiorys
Jego ojciec był lekarzem. Matka natomiast była jego pierwszą nauczycielką gry na fortepianie. Później studiował w nowojorskiej Juilliard School i na New York University. Następnie przez krótki czas prywatnie studiował kompozycję u Aarona Coplanda, co – jak stwierdził – „żadnemu z nas nie dało nic dobrego”.
Jako muzyk zawodowy pierwsze doświadczenia zdobywał na początku lat 40. w zespołach Raymonda Scotta,  Jacka Teagardena, Lionela Hamptona i „Muggsy’ego” Spaniera. Renomę zyskał pracując w latach 1944–1946 w orkiestrze Boyda Raeburna. Dzięki swoim aranżacjom przekształcił ją z zespołu tanecznego w formację grającą tzw. jazz progresywny. Jego kompozycje Tonsillectomy i Dalvatore Sally oraz śpiewane przez Davida Allyna i Ginnie Powell standardy Body and Soul i Temptation w jego dysonansowych aranżacjach wzbudziły zarówno uznanie, jak kontrowersje. Jeszcze w listopadzie 1944 za namową wokalistki i aktorki Betty Hutton, z którą miał przelotny romans podczas wspólnego tournée, opuścił orkiestrę i wyjechał do Hollywood, by podjąć pracę w Paramount Pictures. Mimo nagranych płyt, dobrych zarobków i wejścia do grona „muzyków zauważalnych”, pobyt w Kalifornii go rozczarował. W czerwcu 1945 wrócił do big-bandu Raeburna i rozpoczął swój najbardziej twórczy okres. M.in. skomponował takie utwory jak Dalvatore Sally, Yerxa, Gray Suede, Special Maid, Hey Look I’m Dancing i Key F (Keef). Niestety wskutek nieporozumień z Raeburnem w lecie 1946 odszedł z orkiestry.
Później aranżował muzykę dla dużych zespołów kierowanych przez Alvino Reya, Inę Ray Hutton, Buddy’ego Richa, Benny’ego Goodmana i Herbiego Fieldsa. Pracował również w studiach nagraniowych oraz sporadycznie prowadził własne zespoły. W latach 1956–1957 grał na fortepianie w grupie saksofonisty Zoota Simsa. Z czasem stał się muzykiem niemal zapomnianym. Przez ostatnie cztery dekady życia pracował również poza jazzem. W drugiej połowie lat 60. współpracował jako krytyk muzyczny z prestiżowym miesięcznikiem „DownBeat”.
Zmarł wskutek niewydolności serca w Harris, dzielnicy miasta Thompson, w stanie Nowy Jork. Miał 76 lat. Pozostawił po sobie żonę – Flo oraz syna.

## Wybrana dyskografia

### Jako lider
- 1954 Handyland U.S.A. ("X")
- 1955 By George! Handy, of Course ("X")

### Jakosideman
Z Charliem Parkerem
- 1996 The Complete Dial Sessions (Jazz Classics)

Z Boydem Raeburnem
- 1980 Jewells (Savoy)

Z Zootem Simsem
- 1957
  - Zoot! (Riverside)
  - Zoot Sims Plays Four Altos (ABC-Paramount)

Zestawienie wg dat wydania płyt